# Internacional Comunista Operária
A Internacional Comunista Operária foi uma internacional comunista de esquerda, fundada pelo Partido Comunista Operário da Alemanha (KAPD) em 1922. Apesar de também por vezes referida pelo nome "Quarta Internacional", não deve ser confundida com a "Quarta Internacional" fundada por Trotsky nos anos 30.

## História
A organização foi fundada em 1922, após uma cisão no KAPD, por membros da facção de Essen, incluindo Herman Gorter e Karl Schröder, enquanto a facção de Berlim considerava que a criação da internacional era prematura. A ela aderiram o Partido Comunista Operário dos Países Baixos (KAPN), o Partido Comunista Operário britânico de Sylvia Pankhurst, o Partido Comunista Operário russo (que provavelmente se resumia a dois russos vivendo na Alemanha ligados ao KAPD), o Grupo Operário russo, o Partido Comunista Operário da Bulgária e alguns comunistas de esquerda de outros países.
A internacional foi enfraquecida pelas divisões (e nalguns casos desaparecimento) dos partidos que a integravam, e também pelo abandono do Grupo Operário russo (que pretendia continuar a agir dentro do Partido Comunista da União Soviética, enquanto a KAI recusava qualquer aliança com a III Internacional). Em 1927 a sua sede transferiu-se para os Países Baixos, sendo na prática o KAPN a sua única secção; mas já desde 1924 que a KAI não tinha qualquer atividade real, resumindo-se a um gabinete que publicava documentos em nome da organização.